# Дельта Волопаса
Дельта Волопаса (лат. δ Boötis), 49 Волопаса (лат. 49 Boötis), HD 135722 — кратная звезда в созвездии Волопаса на расстоянии приблизительно 122 световых лет (около 37,3 парсеков) от Солнца. Возраст звезды определён как около 2,18 млрд лет.

## Характеристики
Первый компонент (CCDM J15156+3319A) — оранжево-жёлтый гигант спектрального класса G8IIIFe-1, или G8III, или G8IV, или K0. Видимая звёздная величина звезды — +3,5m. Масса — около 2,789 солнечных, радиус — около 12,97 солнечных, светимость — около 74,383 солнечных. Эффективная температура — около 4707 K.
Второй компонент — коричневый карлик. Масса — около 21,64 юпитерианских. Удалён на 2,105 а.е..
Третий компонент (BD+33 2562) — жёлтый карлик спектрального класса G0Vv, или G0. Видимая звёздная величина звезды — +8,7m. Масса — около 1,081 солнечной, радиус — около 0,92 солнечного, светимость — около 0,87 солнечной. Эффективная температура — около 5850 K. Удалён на 104,9 угловых секунды.
Четвёртый компонент (WDS J15155+3319C). Видимая звёздная величина звезды — +14,3m. Удалён на 93,2 угловых секунды.

## Планетная система
В 2019 году учёными, анализирующими данные проектов HIPPARCOS и Gaia, у звезды BD+33 2562 обнаружена планета.